# 温晧昀
温晧昀（英語：Wen Hao Yun，1995年11月4日—）是台灣女子羽球選手。畢業於新北市立安溪國民中學及高雄市立高雄高級中學。

## 簡歷
溫晧昀和葉瀞雅自國中起便開始搭配雙打，曾在高中時拿下全國中等學校運動會高女雙冠軍，又在世青國手選拔賽奪得亞軍。
2016年11月，温晧昀與楊博軒合作出戰馬來西亞羽毛球國際挑戰賽混合雙打項目，在決賽中以0比2的成績（13-21、17-21）不敵馬來西亞選手吳順發/賴潔敏組合，屈居亞軍。

## 主要比賽成績
| 年份   | 賽事                     | 公開賽級別 | 項目     | 拍檔   | 成績 |
| ------ | ------------------------ | ---------- | -------- | ------ | ---- |
| 2016年 | 馬來西亞羽毛球國際挑戰賽 | 國際挑戰賽 | 混合雙打 | 楊博軒 | 亞軍 |
| 2017年 | 世界大學運動會羽毛球比賽 | 其他       | 混合團體 | －     | 金牌 |

| 2007-2017年 | 首要超級賽 | 超級賽 | 黃金大獎賽 | 大獎賽 | 國際挑戰賽 | 國際系列賽 | 未來系列賽 | 其他 |

| 2018-2026年 | 總決賽 | 超級1000賽 | 超級750賽 | 超級500賽 | 超級300賽 | 超級100賽 | 國際挑戰賽 | 國際系列賽 | 未來系列賽 | 其他 |